# (33518) Stoetzer
(33518) Stoetzer est un astéroïde de la ceinture principale.

## Description
(33518) Stoetzer est un astéroïde de la ceinture principale. Il fut découvert le 6 avril 1999 à Socorro (Nouveau-Mexique) par le projet LINEAR. Il présente une orbite caractérisée par un demi-grand axe de 2,23 UA, une excentricité de 0,04 et une inclinaison de 2,7° par rapport à l'écliptique.